# Ring (Zeitschrift)

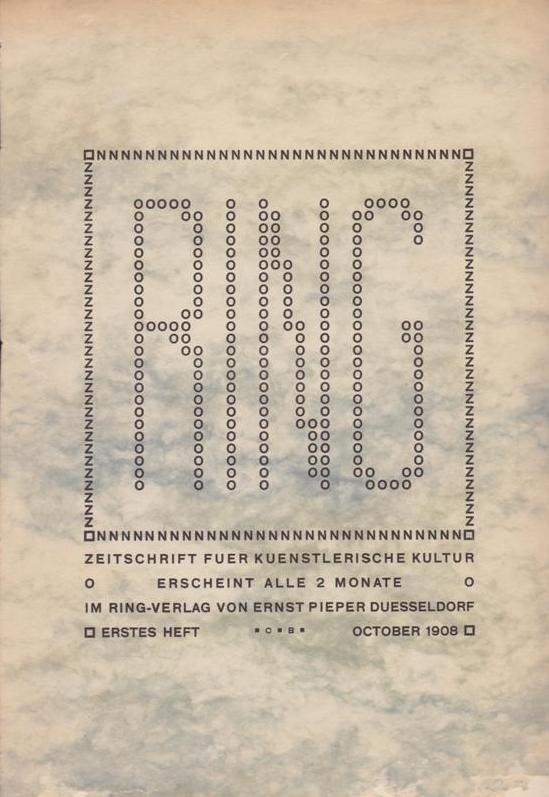
Titelblatt (1908)

Ring – Zeitschrift für künstlerische Kultur war der Titel einer avantgardistischen Kultur- und Architekturzeitschrift, die in den Jahren von 1908 bis 1909 in sechs Themenheften erschien.

## Geschichte
Als Nachfolger der früheren Schülervereinigung Akanthus wurde im Dezember 1903 an der Kunstgewerbeschule Düsseldorf, wo Peter Behrens am 15. März 1903 als Direktor seinen Dienst angetreten hatte, die reformorientierte Vereinigung Ring gegründet. Die Gruppe veranstaltete Feste, Konzerte, Theateraufführungen, Ausstellungen und Vorträge. Woher ihr Name stammt, ist unbekannt. Das Vereinslokal befand sich anfangs in einem alten Wirtshaus an der Bäckerstraße 1 in der Düsseldorfer Carlstadt. Dort hatte der Verein einen Saal angemietet und eingerichtet. Beitreten konnten Schüler und Lehrkräfte der Kunstgewerbeschule, sowohl ehemalige als auch aktive. Die Vereinigung unterhielt freundschaftliche Beziehungen mit gleichgerichteten künstlerischen Bestrebungen in den Niederlanden.
Unter der Schriftleitung des Architekten Johannes Ludovicus Mathieu Lauweriks und seines Schülers Christian Bayer (* 15. Februar 1886 in Leiselheim bei Worms, Mitglied des Deutschen Werkbunds) sowie unter Mitwirkung von Fritz Hoeber, Wilhelm Niemeyer, Rudolf Bosselt, Fritz Kaldenbach, Louis Ziercke und anderen gab der Verein im Verlag von Ernst Pieper (Düsseldorf) ab Oktober 1908 die Zeitschrift Ring heraus. Die Finanzierung ergab sich aus einer großzügigen Entschädigung für die Aufgabe des Vereinslokals im Wirtshaus, welches nach der Rheinufervorschiebung zugunsten der Stadtentwicklung weichen musste.
Das Blatt wurde auf doppellagigem Japanpapier gedruckt und als Blockbuch gebunden. Von anderen zeitgenössischen Druckerzeugnissen hob es sich durch eine avantgardistische Funktionale Typografie in Akzidenz-Grotesk ab. Die Satzblöcke sind geschlossen. Während das Layout der Zeitschrift erstaunlich modern und neusachlich wirkt, steht der Stil der Abbildungen, der zwischen Jugendstil und beginnendem Expressionismus schwankt, davon ab. Die Hefte präsentieren künstlerische, kunstgewerbliche und architektonische Entwürfe und Entwurfslehren. Jedes Heft war einem speziellen Thema gewidmet, das Heft 1 (Oktober 1908) dem Holzschnitt, das Heft 2 (Dezember 1908) Plaketten und Medaillen, das Heft 3 (Februar 1909) der Textilarbeit, das Heft 4 (April 1909) der Architektur, das Heft 5 (Juni 1909) dem Thema Plakate und das Heft 6 (August 1909) der Plastik. Im Architektur-Heft erschienen auch Lauweriks bedeutende architekturtheoretische Schriften Leitmotive und Ein Beitrag zum Entwerfen auf systematischer Grundlage in der Architectur, in denen er den Gedanken vortrug, aus einer symbolischen geometrischen „Entstehungsfigur“ modulare „Systemzellen“ zu entwickeln. Daraus sollten ganze Gebäude entworfen werden.
Mit dem Ende der Lehrtätigkeit in Düsseldorf und dem Wechsel Lauweriks’ nach Hagen kam das Ende der Zeitschrift. Ihr sechstes und letztes Heft erschien im August 1909. Nach 1910 löste sich auch der Verein auf.